# Gescheiden leefsferen

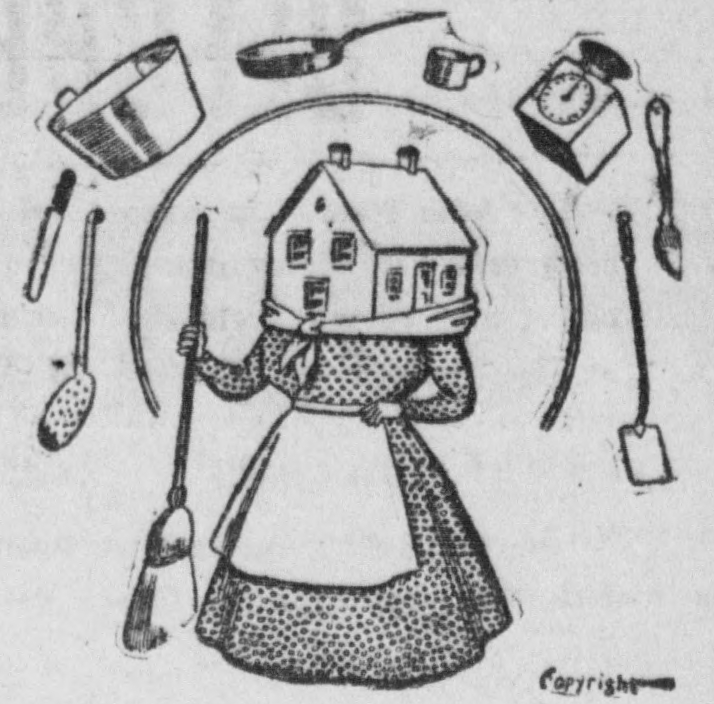
Visuele woordspeling uit 1904 op het woord huisvrouw die zinspeelt op het principe van twee afzonderlijke sferen, waarvan de vrouw aan haar huiselijke, private sfeer verbonden was, in deze prent zelfs letterlijk.

Gescheiden leefsferen, ook wel onderverdeeld in de private sfeer of privésfeer en publieke sfeer, zijn termen die gebruikt worden om de genderverdeling van verschillende onderdelen van het leven te beschrijven. Deze verdeling is grofweg van de 19e eeuw tot in de jaren 1950 te herkennen. In de laatste 20 tot 30 jaar is er binnen de geschiedschrijving meer aandacht gekomen voor de verdeling in sferen als een ideaalbeeld, waaraan de dagelijkse praktijk lang niet altijd voldeed.

## Beide sferen
De beide sferen konden onderverdeeld worden in een mannelijke en vrouwelijke sfeer, met bijbehorend rollenpatroon. De privésfeer werd geassocieerd met vrouwen en de publieke sfeer met mannen.

### Privésfeer en bijbehorende gedragingen
De privésfeer werd sterk verbonden met de vrouw als huisvrouw en moeder. Vrouwen hadden als primaire rol het gezin en van hen werd verwacht dat zij hun gezin en daarmee de samenleving een morele, christelijke basis meegaven. Door deze morele taak werd van de vrouw eveneens verwacht dat zij zich bezig hield met liefdadigheid. Door de haar toegedichte morele dispositie werd in deze periode, in navolging van Coventry Patmore die de term gebruikt om zijn eerste vrouw te beschrijven, wel gesproken van 'de engel in huis' als het over de huisvrouw ging.

### De publieke sfeer en bijbehorende gedragingen
De publieke sfeer werd verbonden aan de man als kostwinner en politieke participant. Mannen lieten het huis over aan hun echtgenotes en zorgden dat er geld voor het huishouden binnen kwam. Van een echtgenoot en vooral van een ongetrouwde man werd een veel minder hoge moraal verwacht dan van getrouwde en ongetrouwde vrouwen. Mannen zouden gedreven worden door hun seksualiteit en daardoor minder zelfbeheersing dan de zorgende, kuise moeders hebben. Hierdoor werd prostitutie in de 19e eeuw gezien als een noodzakelijk kwaad; de mannen - vooral wanneer zij ongehuwd waren - moesten ergens naar toe kunnen met hun meer basale driften. We zien dan ook dat in de 19e eeuw prostitutie in Nederland legaal en gereglementeerd was.

## Aanvang en teloorgang
De dichotomie publiek en privé ontstond tijdens de Industriële revolutie die in Nederland in de 19e eeuw op gang kwam. De scheiding van een mannelijke sfeer en een vrouwelijke sfeer eindigde kort na de jaren 1950, toen de ontzuiling en ontkerkelijking dit onderscheid afzwakten.

### Start
Voor de Industriële Revolutie liepen werk en privé goeddeels door elkaar heen. Veel vrouwen droegen bij aan het familie inkomen door hun familie met handwerk te ondersteunen of hielpen op de boerderij waar zij woonden. Door de komst van de stoommachine en andere mechanische ondersteuning kon het werk op boerderijen sneller gedaan worden, waardoor er minder mensen nodig waren op het platteland. Deze werkloze mensen trokken naar de steden om hier nieuw werk te vinden, veelal in de fabrieken die tussentijds waren ontstaan. Deze fabrieken, die vaak op ongeëvenaard snelle wijze kleding konden produceren, beconcurreerden de vrouwen die nog altijd handwerk verrichten. De meer fluïde grenzen tussen privé en werk werden door de komst van de fabrieken meer stabiel. Werk deed je vanaf dat moment namelijk op je werkplek (de fabriek) en de rest van het leven speelde zich thuis af. Op deze wijze ontstond langzamerhand de scheiding tussen een publieke en private sfeer. De middenklasse van onder meer fabriekseigenaren droeg tevens bij aan de sterkere scheiding tussen man en vrouw in deze huiselijke en publieke omgeving. Doordat deze mannen hun gezin als enige kostwinner konden onderhouden, kregen hun vrouwen de vrijheid thuis te blijven.

### Einde
De jaren 1950 kunnen gezien worden als een poging terug te keren naar de scheiding tussen de leefsferen na de oorlogsjaren van de twee wereldoorlogen. In deze periode hadden vrouwen aan het thuisfront de werkzaamheden van de naar het front uitgezonden mannen overgenomen en hadden zij geholpen in verschillende oorlogsindustrieën. Tussen 1914-1919 en 1939-1945 waren zij daarmee in de actief deelnemende landen al buiten hun huiselijke sfeer getreden. In Nederland was dit - als neutraal land - echter veel minder het geval. Vrouwen waren wel actief geweest in het verzet en er waren wel een aantal mannen naar Duitsland gehaald voor de Arbeitseinsatz, maar de grote hoeveelheid vrouwen die de publieke sfeer betraden bleef in Nederland uit.
Toch volgende er in de jaren 1960 grote veranderingen die ook de Nederlandse vrouwen meemaakten. De ontkerkelijking was al begin 20ste eeuw ingezet en zette na de Tweede Wereldoorlog door. Hierdoor viel de christelijke morele taak die aan vrouwen werd toegedicht grotendeels weg. In 1963 werd de anticonceptiepil in daarnaast ook in Nederland geïntroduceerd, wat vrouwen een ongekende seksuele vrijheid gaf die eerder alleen aan mannen voorbehouden was. Met de pil konden zij immers een ongewilde zwangerschap voorkomen. Dit veroorzaakte een seksuele revolutie die de gehele man-vrouw verhouding op zijn kop zette en daarmee de verdeling in afzonderlijke leefsferen.

## Kritiek
Ondanks het veelvuldige gebruik van de theorie van gescheiden leefsferen, is er vanuit historici veel kritiek. Zo stelt professor Ruth Livesey, die zich gespecialiseerd heeft in 19e-eeuwse literatuur, dat het de laatste twee of drie decennia veelal gangbaar is onder historici om het idee van de vrouw in een afgescheiden private sfeer te zien als een ideaalbeeld, dat in de praktijk - en zelfs in de literaire praktijk - lang niet altijd stand hield. Ook in een meer anekdotisch onderzoek Deborah Rotman bleek dat de inwoners van een klein plaatsje in Massachusetts zich in de late 19e en vroege 20ste eeuw veel vrijer in de wereld bewogen dan te verwachten valt op basis van gescheiden leefsferen. Ook de arbeid van vrouwen en kinderen in de fabrieken toont aan dat het ideaalbeeld van de hogere klassen zeker niet voor iedereen gold. Zowel vrouwen als kinderen maakten lange uren in een fabriek en stonden daarmee middenin de publieke sfeer die eigenlijk enkel voor (volwassen) mannen bedoeld was. Susan Zlotnick beschrijft in haar onderzoek hoe op de noodzaak tot werken voor vrouwen en kinderen uit de arbeidersklasse kritiek op kwam vanuit vrouwen die wel konden voldoen aan huiselijk ideaalbeeld.
In Nederland lijkt er daarnaast ook een wijziging gaande te zijn geweest in de manier waarop vrouwen hun rol vervulden eind 19e eeuw. Roxanne Elt stelt in haar onderzoek dat door schrijvers van Nederlandse etiquetteboeken veel meer wordt verwacht dat vrouwen zichzelf maatschappelijk onderrichten en zorgden dat zij op de hoogte bleven van de laatste maatschappelijke ontwikkelingen. Zij sluit zich hierin aan bij John Tosh, die in eerder onderzoek meende dat vrouwen een meer gewaardeerde positie in de samenleving innamen met meer prestigieuze taken. Tosh en Elt stellen zich hiermee diametraal tegenover Marja van Tilburg, die juist meende dat Nederlandse vrouwen eind 19e eeuw nóg meer beperkt werden tot hun huishouden. Er lijken sterke aanwijzingen te zijn voor Tosh en Elts theorieën, aangezien vrouwen in deze periode actief werden in de anti-vivisectiebeweging en het abolitionisme en binnen deze bewegingen kennis opdeden die ze later in de strijd voor vrouwenkiesrecht gebruikten. Zij bestreden echter buiten hun huiselijke, private sfeer te treden. Deze bewegingen waren immers een verlenging van hun charitatieve werkzaamheden en daarmee de privésfeer.

### Anti-vivisectie
Amanda Kluveld, historica die haar dissertatie schreef over de anti-vivisectiebeweging in Nederland, stelt dat in Engeland vrouwen, en dan specifiek feministes, een grote invloed hadden op de anti-vivisectie. Zo haalt zij Frances Power Cobbe aan, een behoudende feministe met christelijke wortels die 'uitging van specifiek vrouwelijke eigenschappen, zoals moederliefde en emotionaliteit, die door het publieke optreden van een vrouw beschadigd konden worden'. Ook hier kwam de scheiding tussen mannelijke en vrouwelijke sferen dus weer duidelijk naar voren. Voor 1900 waren vrouwen in Nederland ook actief in de strijd tegen vivisectie, aldus Kluveld, maar vanaf 1900 werden zij door Felix Ortt van het toneel verdreven en werd hun invloed aanzienlijk beperkt.
Wetenschapsjournaliste Annedieke Kuchler beschrijft een sterke relatie tussen vrouwen en dieren(bescherming) rond 1900. Zo legt ze uit dat feministen nauw betrokken waren bij de anti-vivisectiebeweging. Daarnaast hebben vrouwen ook een nauwe band met dieren, omdat zij op gelijk niveau werden gesteld met hen. Ook de eerder genoemde Tosh ziet dat de vrouw voor 1870 als minderwaardig en onderontwikkeld werd gezien. Vrouwen zouden daarmee fundamenteel anders zijn en daardoor een afzonderlijke, private rol hebben. Ook historicus Karel Davids stelt: 'Dierenbeschermers vormden lange tijd een nogal elitair gezelschap [...] dames van goeden huize waren tientallen jaren lang onder de leden oververtegenwoordigd.' Hieruit blijkt wederom het sterke verband tussen vrouwen en de dierenbescherming. Deze vorm van liefdadigheid werd gezien als onderdeel van de private sfeer, zoals Gijs de Boeck stelt. Toch liepen deze 'morele christelijke vrouwen' die zich vanuit hun privésfeer bezig hielden met liefdadigheid, regelmatig tussen feministen zoals Cécile de Jong van Beek en Donk, Marie Jungius en Suze Groshans, die ook meevochten tegen dierenmishandeling, aldus Davids.

### Abolitionisme

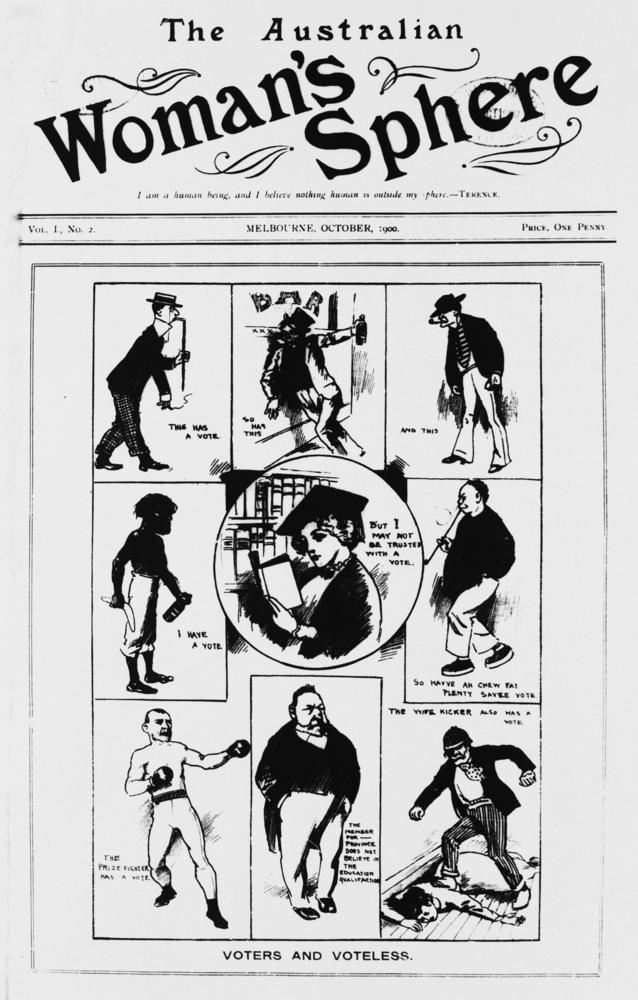
Australisch blad uitgegeven door feministe VIda Goldstein met kritische benadering van de term 'vrouwelijke sfeer' en suggestie dat die sfeer ook de publieke sfeer bevat.

Feministen en meer conservatieve vrouwen waren ook zij aan zij actief in het abolitionisme. Zo probeerde Julie Jeffrey al in 1998 aan te tonen dat publieke en private sfeer in dit debat veelal dwars door elkaar heen liepen en vrouwen heel actief waren in de (veelal publiekere) beweging tegen de slavernij. Ook de aan Women's Rights National Historical Park gelinieerde Victoria Elliott schreef meer recent over de wijze waarop vrouwen dit probleem de privésfeer introkken. Zij koppelden steun voor slavernij namelijk aan een gebrek aan christelijkheid en konden - door hun rol als morele basis - hierdoor kritiek uiten op de slavernij.
Ook in Nederland zien we dat vrouwen gebruik maakten van christelijke liefdadigheid en de vrijheid die deze term hen verschafte om tussen de beide sferen te bewegen. Een interessant voorbeeld in die context was Anna Bergendahl, een Amsterdamse vrouw die het Damescomité ter bevordering van de Afschaffing der Slavernij in Suriname oprichtte. Hoewel het Comité een duidelijk publiek doel had, gebruikte Bergendahl private middelen om haar doelen te bereiken. Zo stelt historica Maartje Jansen: 'Er wordt nog steeds discussie gevoerd in hoeverre ze aan politiek deed en in hoeverre ze een feminist was. Ze rekte de grenzen van het vrouwelijke domein op door via de typisch vrouwelijke activiteit van het handwerken een politiek statement te maken en zich als publicist en liefdadigheidsondernemer te ontpoppen.'